# Domenico Antonio Basile
Domenico Antonio Basile (Vibo Valentia, 26 agosto 1952) è un politico italiano, già deputato ed europarlamentare.
Laurea in ingegneria, inizia la sua attività politica nel 1983 nel Movimento Sociale Italiano. È consigliere e assessore comunale, componente del comitato centrale del MSI (dal 1990), segretario zonale di Vibo Valentia (dal 1992). Aderisce successivamente ad Alleanza Nazionale, di cui è presidente provinciale del partito ed eletto alla Camera dei deputati nel 1994.
Dal 2002 al 2005 è assessore regionale della Calabria con delega all'Ambiente.
A giugno 2008 diventa eurodeputato, subentrando ad Adriana Poli Bortone nel frattempo eletto al Parlamento nazionale. Iscritto al gruppo dell'Unione per l'Europa delle Nazioni.
Nel 2009 vota contro la risoluzione "anti-assenteisti", che impone di pubblicare sul web le presenze all'europarlamento .